# Macskafajták listája
A macskatenyésztés eredményeként a házi macska számos fajtáját sikerült kitenyészteni. Egyes fajták kialakításánál a házi macskát vadon élő macskafajokkal keresztezték, így jött létre például a bengáli és a szavanna. A manx, a szfinx és a rex fajták spontán mutáció hatását viselik magukon, mely a tenyésztők munkája révén maradt fent.
Számos különleges külsejű fajta jött létre, melyek egyes jellegzetességei a kutyafajtáknál is felbukkannak. Azonban míg a kutyákat többféle célra kezdték felhasználni (például terelő és kísérőkutyák, őrkutyák, kotorékebek, mentőkutyák, szánhúzó kutyák), addig az új macskafajtákat továbbra is házikedvencnek és rágcsálóirtónak szánták, ezért küllemükben nem térnek el annyira extrém módon egymástól.
A fajtákat nagyrészt az európai házi macskából avagy az európai rövid szőrűből és az ázsiai rövid szőrűekből (a recesszív Cs gént örökítő keleti rövid szőrűből és sziámiból) alakították ki. A modernebbnek számító fajták leginkább az Amerikai Egyesült Államokból származnak, mivel az ottani tenyésztők szívesebben kísérleteznek. Gyakran használják fel az amerikai rövid szőrű fajtát, amely valószínűleg az európai rövid szőrűtől származik.
A genetikai vizsgálatok alapján a hosszú szőrű fajták ősei a török angóra és a török van. A félhosszú szőrű fajtákból sokáig tartó szelekciós folyamat eredményeként alakultak ki a hosszú szőrű perzsa macskák. A szőrhossz változásának genetikai hátterében a recesszív l gén áll.
A tenyésztés egyes esetekben káros hatással lehet az állatok egészségére. A fehér szőrzet kialakítása például gyakran vezet süketséghez, de az olyan fajtajellemzők is problémát okozhatnak, mint a hiányzó (manx), vagy rövid (bobtail) farok, a lapos (fold) vagy görbe (curl) fülek, a szőrzet hiánya (szfinx) és a megrövidült lábak (munchkin). Az öröklődő betegségekben szenvedő példányok tenyésztése Magyarországon az állatok védelméről és kíméletéről szóló 1998. évi XXVIII. törvény 3. § 4. pontja értelmében állatkínzásnak minősül.
Az alábbi felsorolás a macskafajták listája. Egyaránt tartalmaz hosszú történelmi múltra visszatekintő, ritka és fejlesztés alatt álló új fajtákat is.

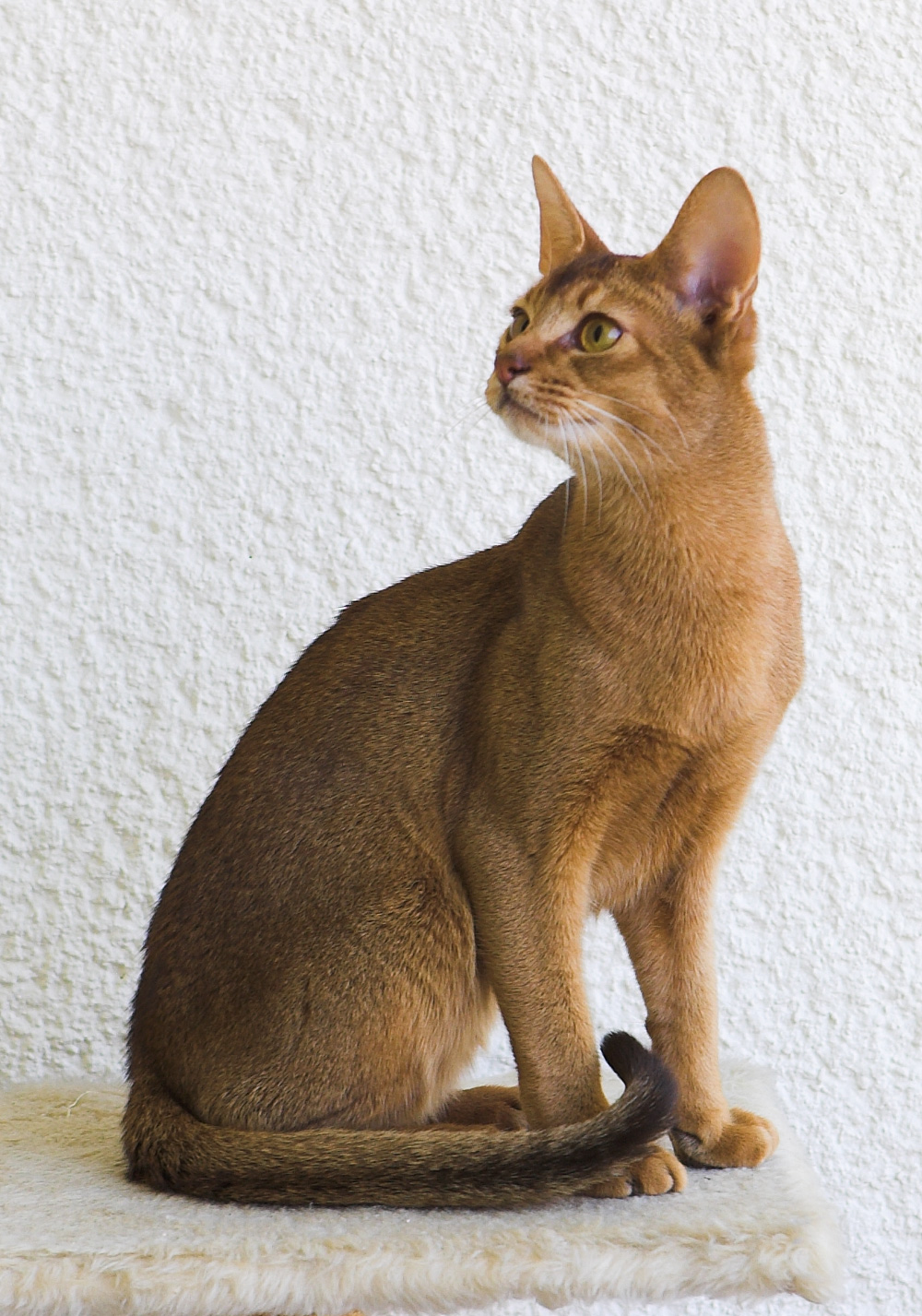
Abesszin

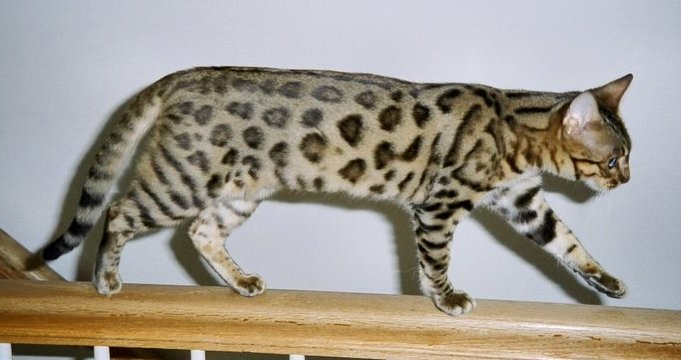
Bengáli

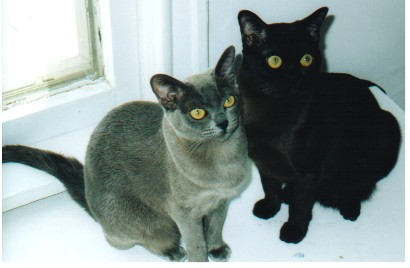
Burma

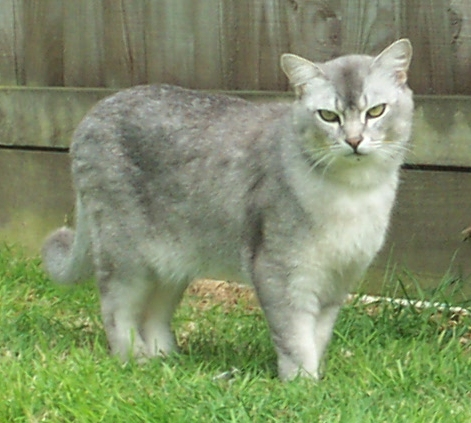
Burmilla

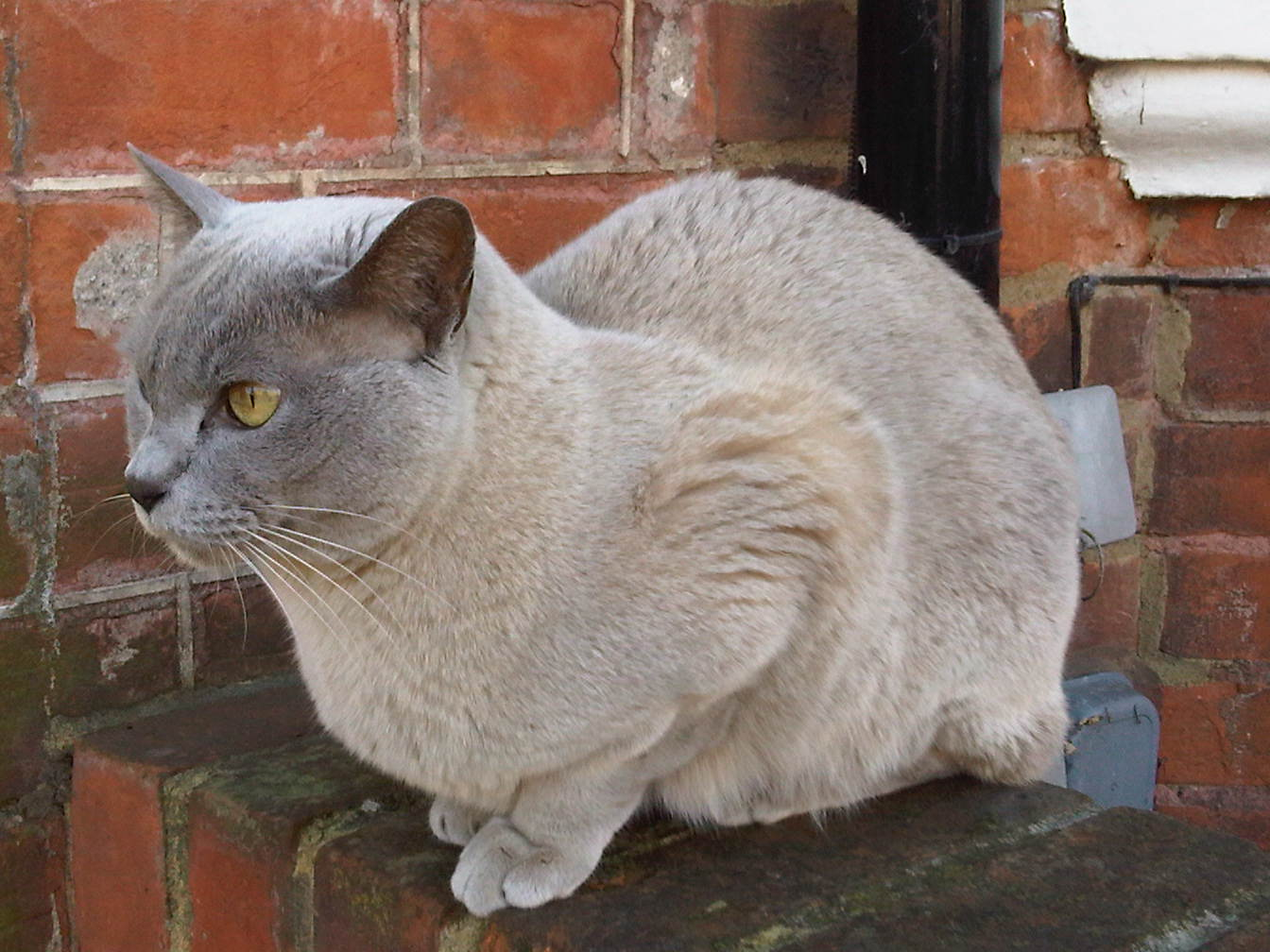
British burmese

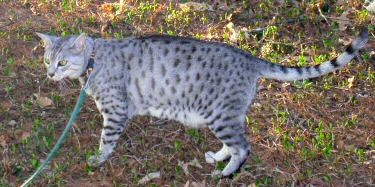
Egyiptomi mau

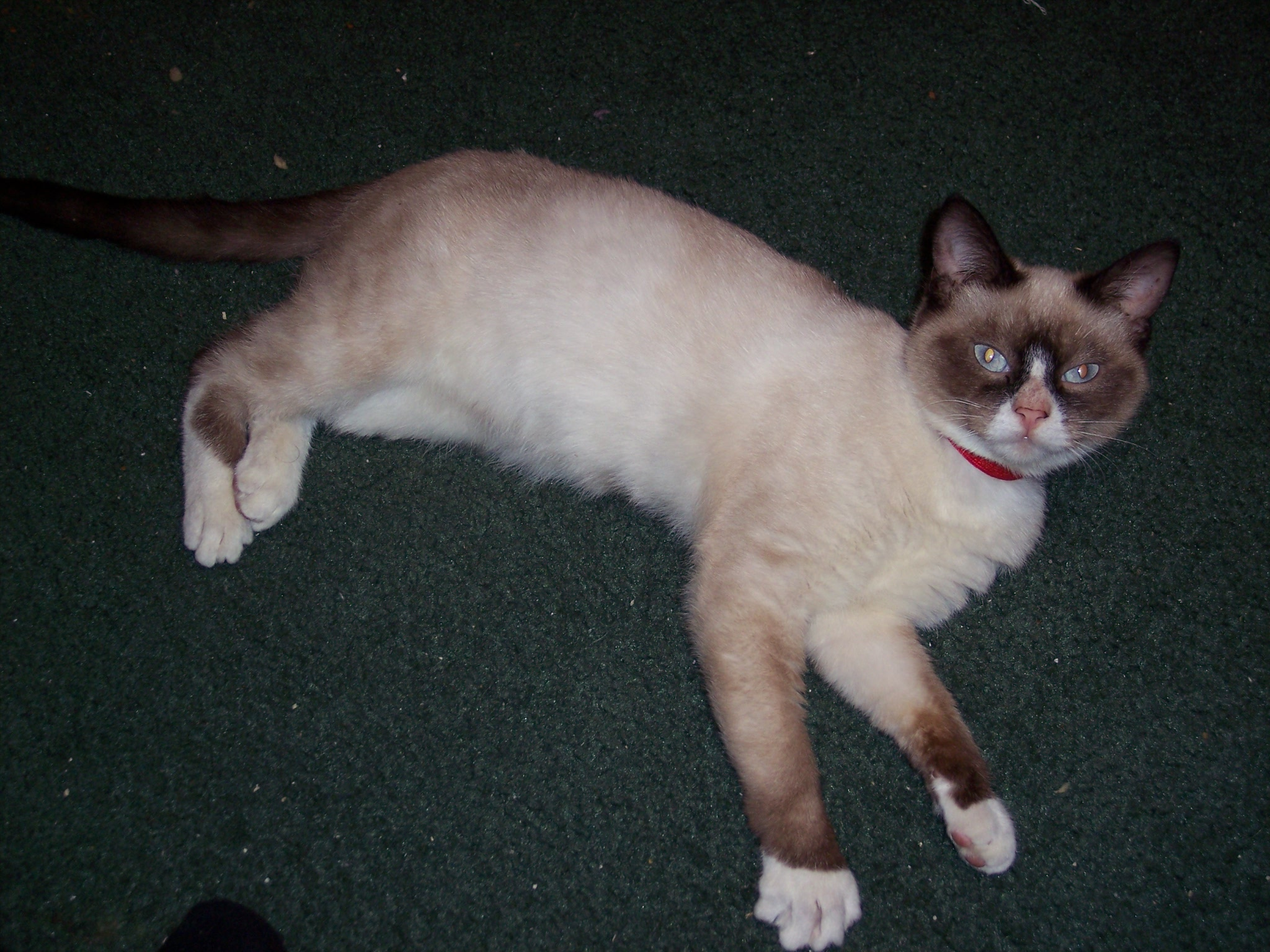
Hócipős

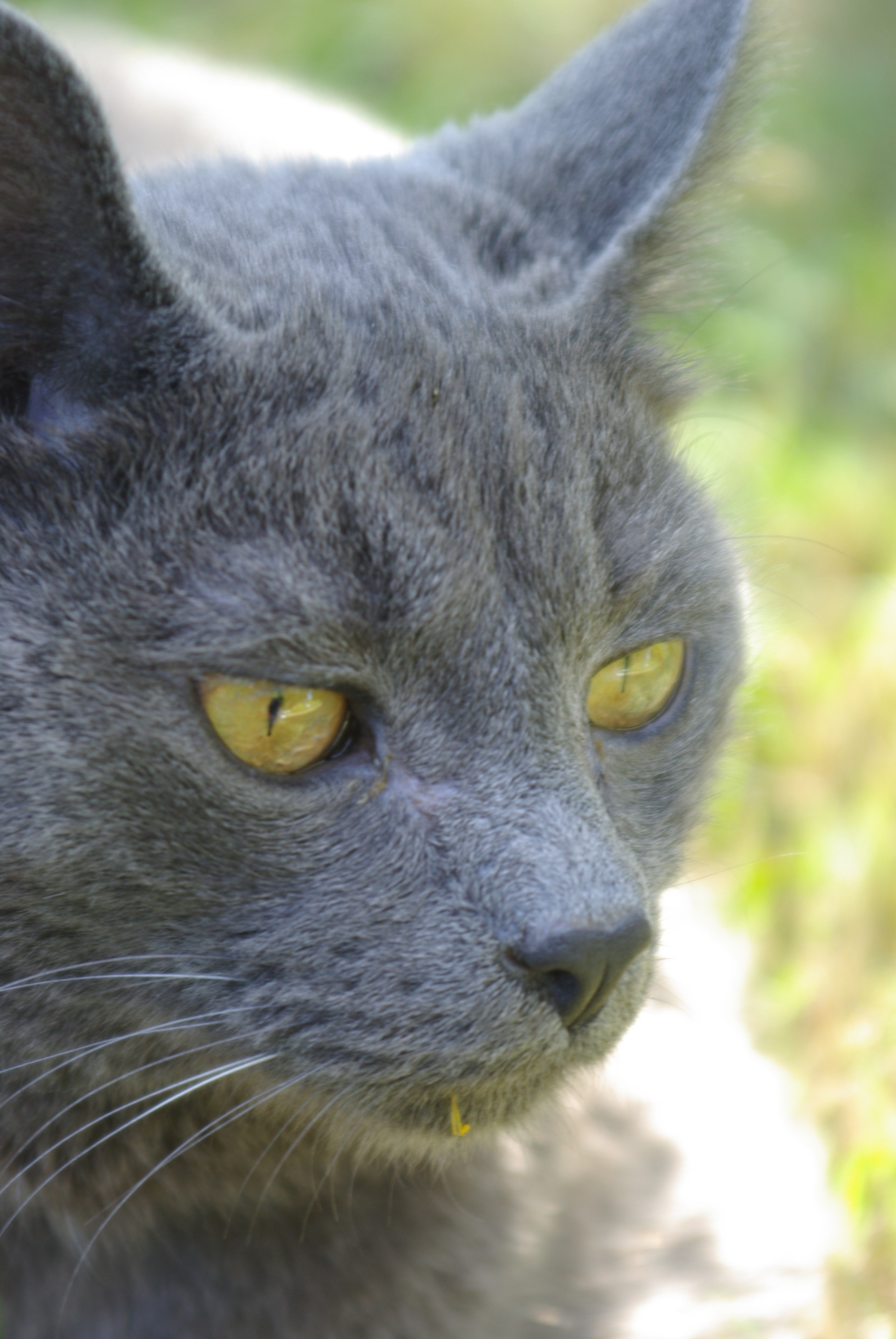
Karthauzi

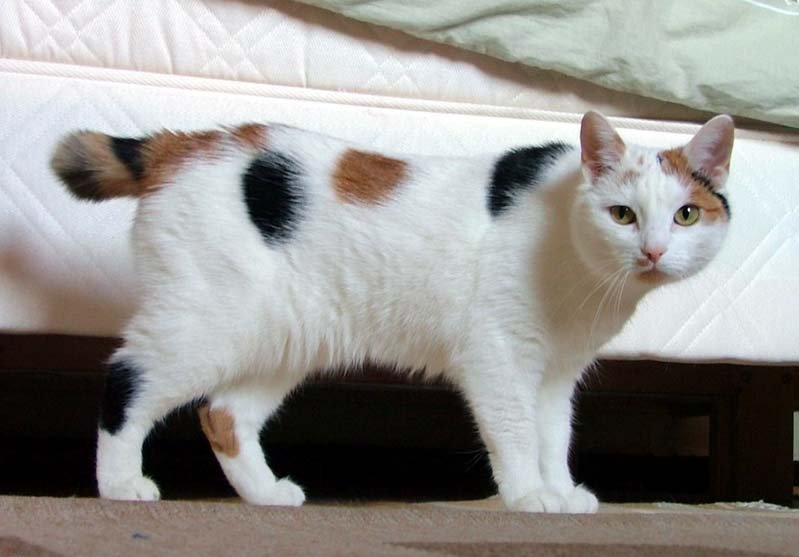
Man-szigeti

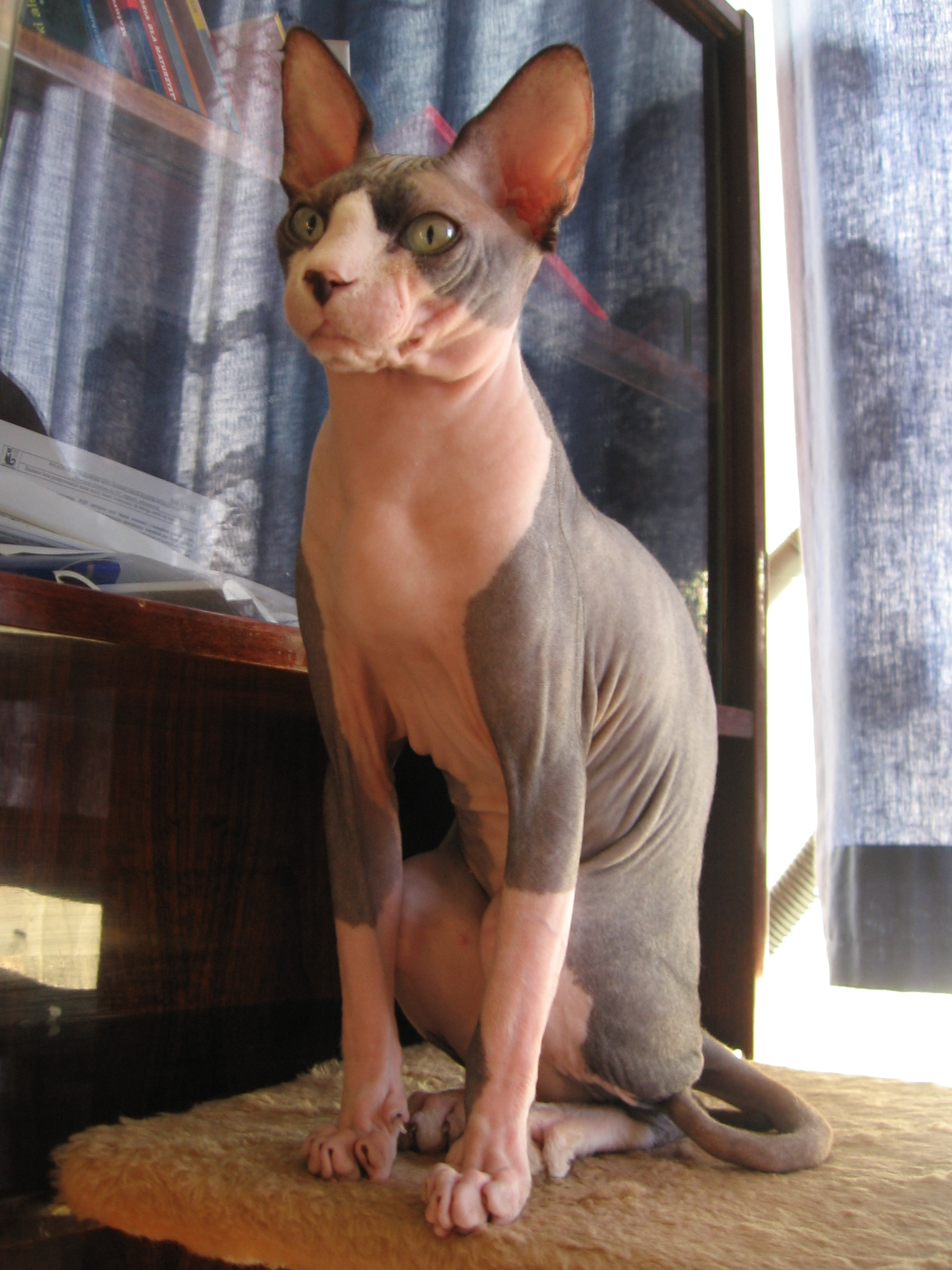
Szfinx

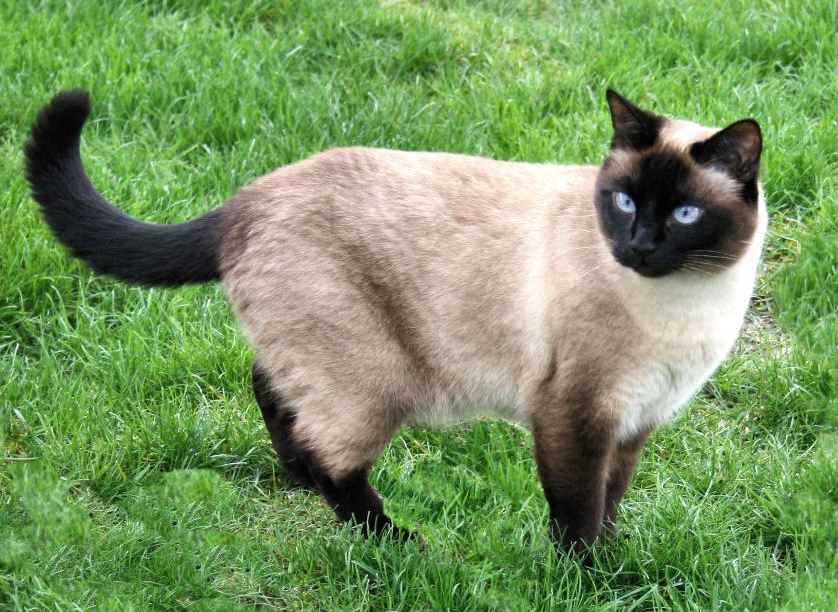
Sziámi

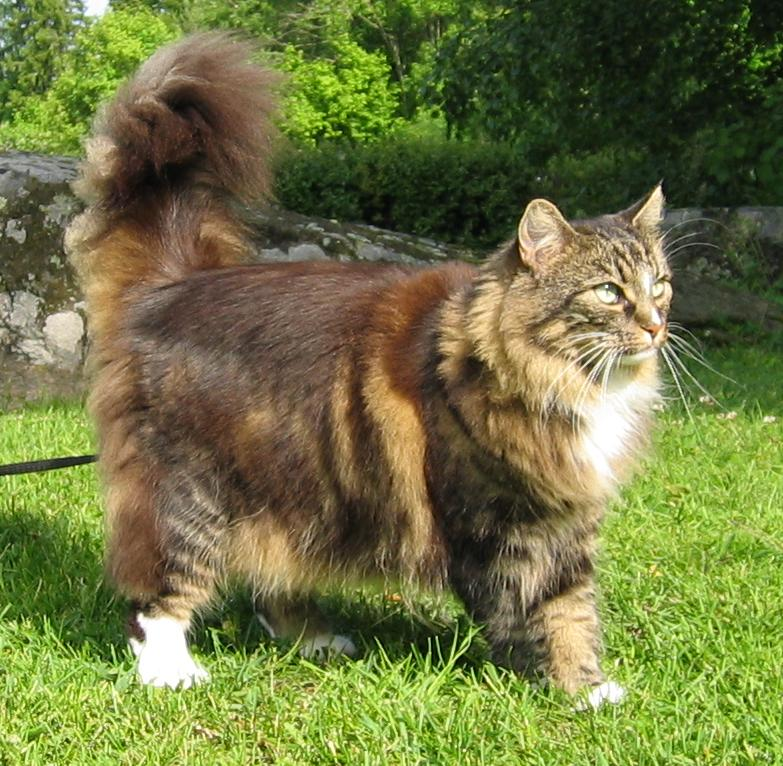
Norvég

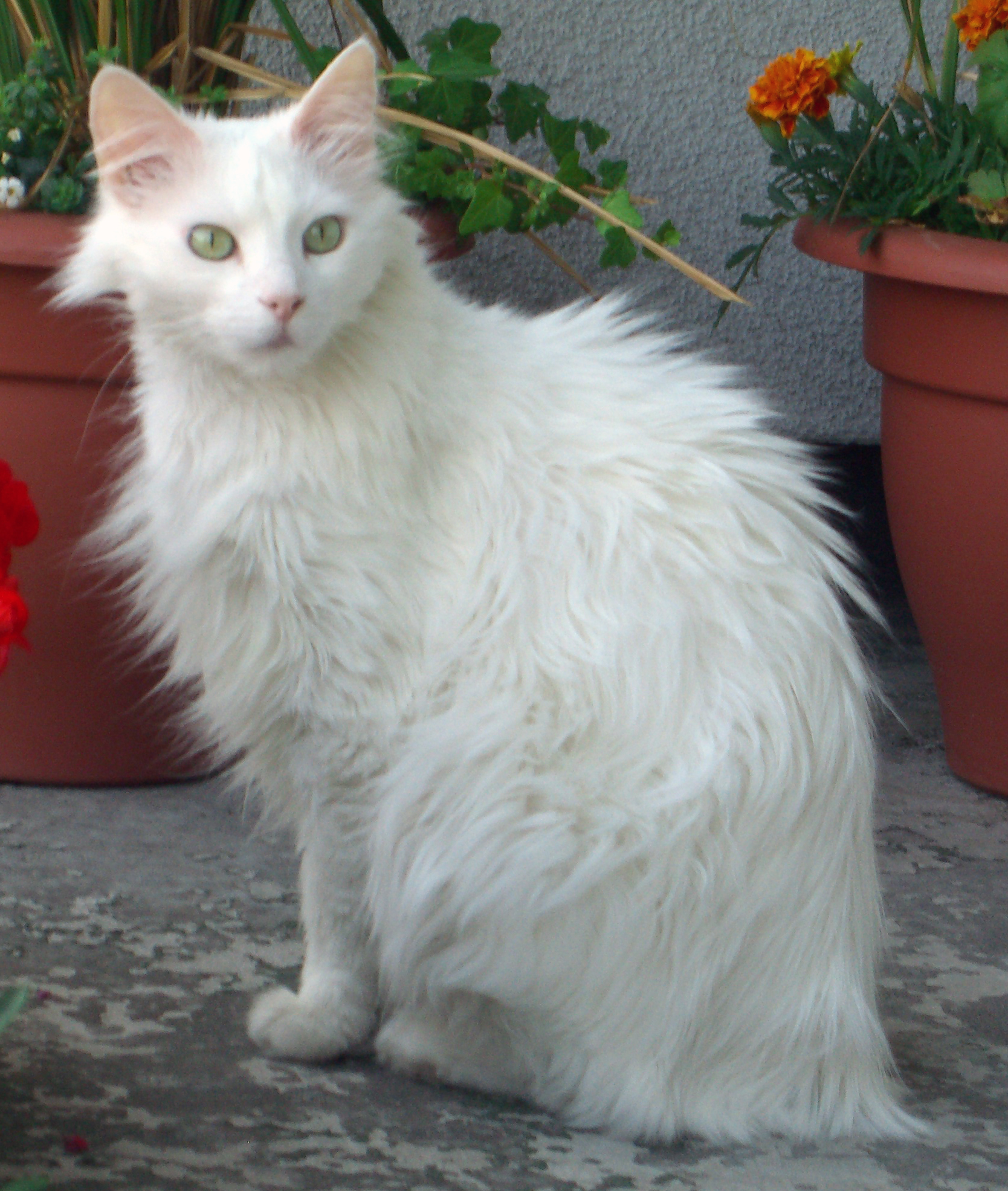
Török angóra

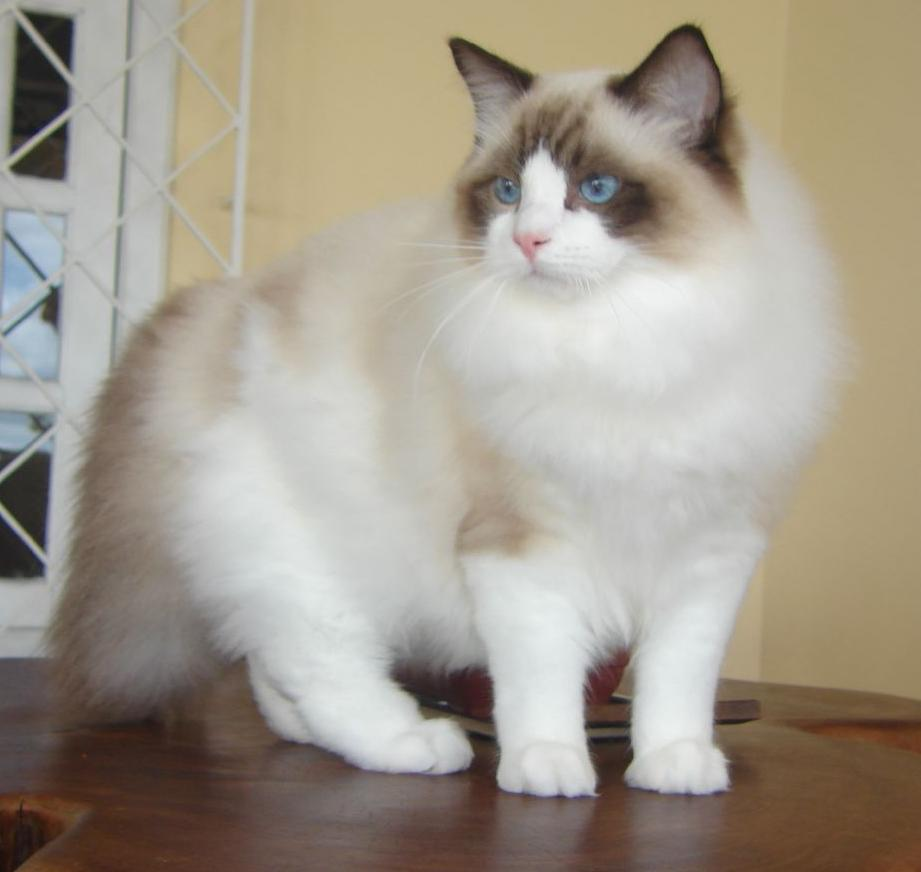
Ragdoll

## Rövid szőrű fajták
| Megnevezés:                | FIFe | WCF | GCCF                                | WACC    | RVDE    | Megjegyzés:                                                  |
| -------------------------- | ---- | --- | ----------------------------------- | ------- | ------- | ------------------------------------------------------------ |
| Abesszin                   | ABY  | ABY | 23                                  | -       | 48      |                                                              |
| Amerikai drótszőrű         | -    | AWH | -                                   | 52      | 52      | Mutáns                                                       |
| Alpine lynx                | -    | -   | -                                   | -       | -       | Hibrid                                                       |
| American lynx              | -    | -   | -                                   | 50      | 50      | Hibrid                                                       |
| Amerikai görbefülű         | ACS  | ACR | -                                   | 82      | 82      | Más néven amerikai kunkori fülű vagy American Curl. Mutáns.  |
| Amerikai rövid szőrű       | -    | ASH | -                                   | 51      | 51      |                                                              |
| Amerikai csonkafarkú       | -    | -   | -                                   | -       | -       |                                                              |
| Anatoli                    | -    | ANA | -                                   | -       | -       |                                                              |
| Ausztrál köd               | -    | -   | -                                   | -       | -       | Más néven pettyes köd vagy Australian Mist.                  |
| Bengáli                    | BEN  | BEN | 76                                  | 75      | 75      | Más néven leopadette. Hibrid.                                |
| Bombay                     | -    | BOM | 72                                  | 53      | 53      | Más néven ázsiai.                                            |
| Bristol                    | -    | -   | -                                   | -       | -       | Hibrid                                                       |
| Brit rövidszőrű            | BRI  | BRI | 14 – 22, 28, 30, 31, 36, 39, 40, 75 | 41      | 41      |                                                              |
| Burmai szent templommacska | BUR  | BUR | 27                                  | 46      | 46      |                                                              |
| Burmilla                   | BML  | BMI | 72 43                               | 47      | 47      |                                                              |
| Chausie                    | -    | -   | -                                   | -       | 90      | Hibrid                                                       |
| Cheetoh                    | -    | -   | -                                   | -       | -       | Hibrid                                                       |
| Colorpoint rövid szőrű     | SIA  | SIA | 32                                  | 71      | 71      | Más néven vörös, krém, teknőctarka vagy cirmos jegyű sziámi. |
| Cornish rex                | CRX  | CRX | 33                                  | 54      | -       | Mutáns                                                       |
| Desert lynx                | -    | -   | -                                   | -       | -       | Hibrid                                                       |
| Devon rex                  | DRX  | DRX | 33a                                 | 55      | -       | Mutáns                                                       |
| Doni szfinx                | -    | DSX | -                                   | 81      | 81      | Más néven orosz szőrtelen. „Szőrtelen” fajta.                |
| Egyiptomi mau              | MAU  | MAU | 78                                  | 73      | 73      |                                                              |
| Európai rövidszőrű         | EUR  | HHP | -                                   | 40      | 40      |                                                              |
| Exotic                     | EXO  | EXO | 70                                  | 03      | 03      | Más néven egzotikus rövid szőrű.                             |
| Foldex                     | -    | -   | -                                   | -       | -       |                                                              |
| German rex                 | GRX  | GRX | -                                   | 56      | 56      | Mutáns                                                       |
| Havanna                    | -    | -   | 29                                  | 60      | 60      | Más néven barna keleti rövid szőrű.                          |
| Highland lynx              | -    | -   | -                                   | -       | -       | Hibrid                                                       |
| Hócipős                    | SNO  | -   | 83                                  | 59      | 59      | Más néven Snowshoe.                                          |
| Japán csonkafarkú          | JBT  | JBT | -                                   | 58      | 58      | Mutáns                                                       |
| Kaliforniai pettyes macska | -    | -   | -                                   | 67      | 88      | Más néven California Spangled Cat.                           |
| Kanaani                    | -    | KAN | -                                   | -       | 66      | Hibrid                                                       |
| Karthauzi                  | CHA  | CHA | -                                   | 45      | 45      | Más néven Chartreux vagy Charteuse.                          |
| Keleti rövid szőrű         | OSH  | OKH | 29, 35, 37, 38, 41 – 45             | 70      | 70      |                                                              |
| Korat                      | KOR  | KOR | 34                                  | 49      | 49      |                                                              |
| Kuril-szigeti csonkafarkú  | KBS  | KBS | -                                   | 85      | 85      |                                                              |
| La Perm                    | -    | -   | 80S                                 | -       | 79, 80  |                                                              |
| Manx                       | MAN  | -   | 25                                  | 61 – 65 | 61 – 65 | Mutáns                                                       |
| Munchkin                   | -    | -   | -                                   | -       | 68      |                                                              |
| Ocicat                     | OCI  | OCI | 73                                  | 74      | 74      |                                                              |
| Orosz kék                  | RUS  | RUS | 16a                                 | 44      | 44      |                                                              |
| Peterbald                  | -    | PBD | -                                   | -       | 86      | „Szőrtelen” fajta                                            |
| Pixiebob                   | -    | -   | -                                   | -       | 84      |                                                              |
| Selkirk rex                | -    | SRX | 79                                  | 83      | 83, 87  |                                                              |
| Sokoke                     | SOK  | -   | -                                   | 77      | 77      |                                                              |
| Skót lógófülű              | -    | SFS | -                                   | 42      | 42      |                                                              |
| Szafari                    | -    | -   | -                                   | -       | -       | Hibrid                                                       |
| Szavanna                   | -    | -   | -                                   | -       | -       | Hibrid                                                       |
| Szerengeti                 | -    | -   | -                                   | -       | -       | Hibrid                                                       |
| Szfinx                     | SPH  | SPH | -                                   | 57      | 57      | Más néven kanadai szőrtelen. „Szőrtelen” fajta               |
| Sziámi macska              | SIA  | SIA | 24, 32                              | 71      | 71      |                                                              |
| Szingapura                 | -    | SIN | 77                                  | 76      | 76      |                                                              |
| Thai                       | -    | THA | -                                   | 69      | 69      | Más néven tradicionális sziámi.                              |
| Tonkinéz                   | -    | TON | -                                   | 72      | 72      |                                                              |
| Toyger                     | -    | -   | -                                   | -       | -       | Hibrid                                                       |
| Ural rex                   | -    | URX | -                                   | -       | -       |                                                              |
| Vienna Woods               | -    | -   | -                                   | -       | -       | Más néven csokoládé-ezüst amerikai rövid szőrű.              |

### Félhosszú szőrű fajták

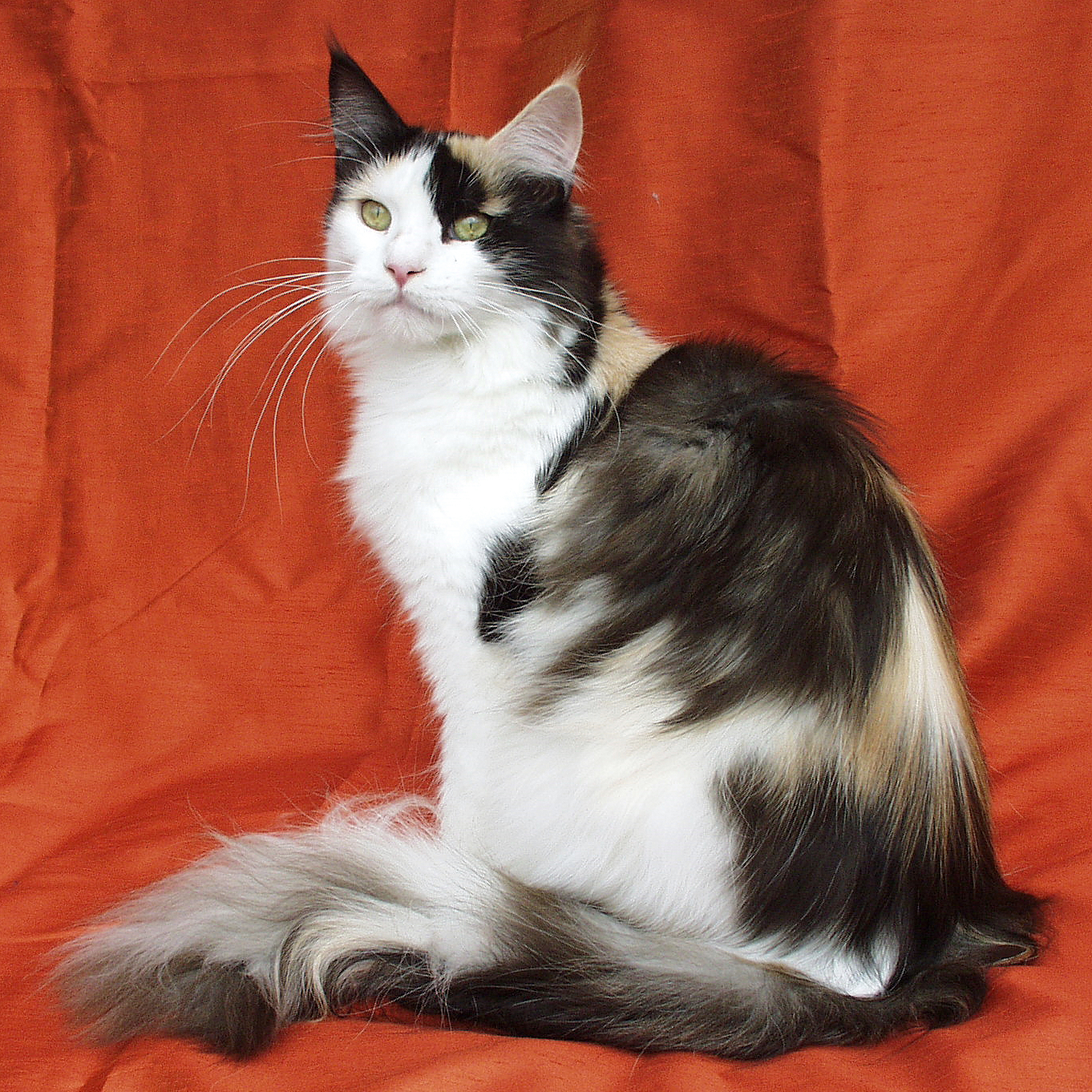
Maine Coon

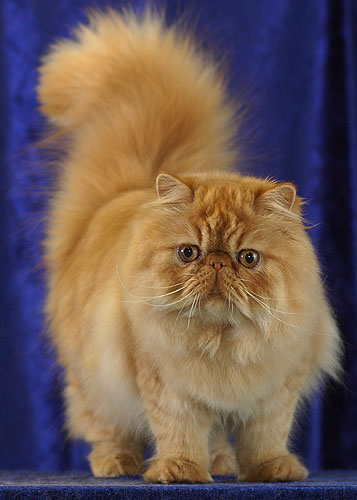
Perzsa

| Megnevezés:               | FIFe | WCF | GCCF     | WACC    | RVDE    | Megjegyzés:                                                |
| ------------------------- | ---- | --- | -------- | ------- | ------- | ---------------------------------------------------------- |
| Alpine lynx               | -    | -   | -        | -       | -       | Hibrid                                                     |
| American lynx             | -    | -   | -        | 18      | 18      | Hibrid                                                     |
| Amerikai keuda            | -    | -   | -        | -       | -       |                                                            |
| Amerikai csonkafarkú      | -    | -   | -        | -       | -       |                                                            |
| Amerikai görbefülű        | ACL  | ACL | -        | -       | 19      |                                                            |
| Ausztrál Tiffanie         | -    | -   | -        | -       | -       | Más néven Tiffanie vagy Austiff.                           |
| Balinéz                   | BAL  | BAL | 61       | 21      | 21      | Más néven hosszú szőrű sziámi.                             |
| Birman                    | SBI  | SBI | 13c      | 10      | 10      | Más néven birma vagy szent birma.                          |
| Bohemian rex              | -    | -   | -        | -       | -       |                                                            |
| Brit hosszú szőrű         | -    | -   | -        | -       | -       |                                                            |
| Cymric                    | CYM  | -   | -        | 26 – 30 | 26 – 30 | Más néven hosszú szőrű manx. Mutáns.                       |
| Desert lynx               | -    | -   | -        | -       | -       | Hibrid                                                     |
| Foldex                    | -    | -   | -        | -       | -       |                                                            |
| Highland lynx             | -    | -   | -        | -       | -       | Hibrid                                                     |
| Jávai                     | -    | -   | -        | 20      | 20      | Más néven Mandarin.                                        |
| Japán csonkafarkú         | JBT  | JBT | -        | 58      | 58      |                                                            |
| Kuril-szigeti csonkafarkú | KBL  | KBL | -        | 32      | 32      |                                                            |
| La Perm                   | -    | -   | 80L      | -       | 34, 37  |                                                            |
| Maine Coon                | MCO  | MCO | 65       | 14      | 14      |                                                            |
| Munchkin                  | -    | -   | -        | -       | -       |                                                            |
| Nebelung                  | -    | NEB | -        | -       | 38      | Más néven hosszú szőrű orosz kék.                          |
| Neva Masquarade           | -    | SIB | -        | -       | -       | Más néven álarcos szibériai.                               |
| Norvég erdei macska       | NFO  | NFO | 64       | 13      | 13      |                                                            |
| Ojos Azules               | -    | -   | -        | -       | 43      | Mutáns                                                     |
| Pixiebob                  | -    | -   | -        | -       | 84      |                                                            |
| Ragdoll                   | RAG  | RAG | 66       | 16, 17  | 16, 17  |                                                            |
| RagaMuffin                | -    | -   | -        | -       | -       |                                                            |
| Skót lógófülű             | -    | SFS | -        | 42      | 42      | Más néven Highland Fold vagy Coupari.                      |
| Szibériai                 | SIB  | SIB | 82       | 25      | 25      |                                                            |
| Selkirk rex               | -    | SRX | 79       | 83      | 35      |                                                            |
| Szomáli                   | SOM  | SOM | 63       | 15      | 15      | Más néven hosszú szőrű abesszin.                           |
| Tiffany                   | -    | -   | 68       | 22      | 22      | Más néven hosszú szőrű burma, selyemmacska vagy Chantilly. |
| Török angóramacska        | TUA  | TUA | 62       | 12      | 12      | Más néven keleti hosszú szőrű.                             |
| Török Van                 | TUV  | TUV | 13d, 13w | 11      | 11      |                                                            |
| Ural rex                  | -    | URL | -        | -       | -       |                                                            |
| York                      | -    | YOR | -        | -       | 09      | Más néven csokoládé york.                                  |

### Hosszú szőrű fajták
| Megnevezés: | FIFe | WCF | GCCF            | WACC | RVDE | Megjegyzés:         |
| ----------- | ---- | --- | --------------- | ---- | ---- | ------------------- |
| Perzsa      | PER  | PER | 1 – 13, 50 – 55 | 01   | 01   |                     |
| Colourpoint | -    | PER | 13b1 – 13b20    | 01   | 01   | Más néven himalája. |

### Hibrid fajták
| Fajta:        | Vad macskaféle/Hibrid:                         | Házi macska:                     |
| ------------- | ---------------------------------------------- | -------------------------------- |
| Alpine lynx   | Vörös hiúz (Lynx rufus)                        | Házi macska                      |
| American lynx | Vörös hiúz (Lynx rufus)                        | Házi macska                      |
| Bengáli       | Leopárdmacska (Prionailurus bengalensis)       | Abesszin és amerikai rövid szőrű |
| Bristol       | Margay (Leopardus wiedii)                      | Házi macska                      |
| Chausie       | Csausz (Felis chaus)                           | Házi macska                      |
| Cheetoh       | Bengáli                                        | Ocicat                           |
| Desert lynx   | Vörös hiúz (Lynx rufus)                        | Házi macska                      |
| Highland lynx | Vörös hiúz (Lynx rufus)                        | Házi macska                      |
| Kanaani       | Afroázsiai vadmacska (Felis silvestris lybica) | Házi macska                      |
| Szafari       | Geoffroy-macska (Leopardus geoffroyi)          | Házi macska és bengáli           |
| Szavanna      | Szervál (Leptailurus serval)                   | Házi macska és bengáli           |
| Szerengeti    | Bengáli                                        | Keleti rövid szőrű               |
| Toyger        | Bengáli                                        | Házi macska                      |

### Európai szervezetek
- FIFe Breed profiles & standards. [2007. október 14-i dátummal az eredetiből archiválva]. (Hozzáférés: 2007. február 23.)
- WCF: Standard. [2007. június 26-i dátummal az eredetiből archiválva]. (Hozzáférés: 2007. február 22.)
- The Governing Council of the Cat Fancy. (Hozzáférés: 2007. február 23.)
- World Association of Cat Clubs. (Hozzáférés: 2007. február 23.)
- RVDE e.V.. [2007. szeptember 27-i dátummal az eredetiből archiválva]. (Hozzáférés: 2007. február 23.)

### Amerikai szervezetek
- CFA Breeds. [2007. február 18-i dátummal az eredetiből archiválva]. (Hozzáférés: 2007. február 22.)
- The International Cat Association. [2007. február 8-i dátummal az eredetiből archiválva]. (Hozzáférés: 2007. február 23.)
- Breed Standards AACE. [2007. március 2-i dátummal az eredetiből archiválva]. (Hozzáférés: 2007. február 23.)
- ACFA Breed Standards. [2007. február 7-i dátummal az eredetiből archiválva]. (Hozzáférés: 2007. február 23.)

### Fajtaismertetők
- Macskafajták. [2007. március 7-i dátummal az eredetiből archiválva]. (Hozzáférés: 2007. február 22.)
- Macskafajták. [2007. március 27-i dátummal az eredetiből archiválva]. (Hozzáférés: 2007. február 22.)

### Egyéb
- The messybeast.com Cat Breed List. (Hozzáférés: 2007. február 27.)
- Ragdoll.lap.hu - linkgyűjtemény
- Bemutatkozik a Selkirk Rex macska
- A himalája macska. [2009. november 24-i dátummal az eredetiből archiválva]. (Hozzáférés: 2009. november 11.)